# Noise for Music's Sake
Noise for Music's Sake è un album di raccolta del gruppo extreme metal inglese Napalm Death, pubblicato nel 2003.

## Tracce

### Disco 1
1. The Kill – 0:20
2. Scum – 2:37
3. You Suffer – 0:01
4. Deceiver – 0:27
5. Hung – 3:48
6. Antibody – 2:50
7. Unchallenged Hate – 2:07
8. Siege of Power – 3:32
9. Greed Killing – 3:04
10. Suffer the Children – 4:20
11. Mass Appeal Madness – 3:28
12. Next of Kin to Chaos – 4:08
13. Judicial Slime – 2:37
14. Lucid Fairytale – 1:02
15. If the Truth Be Known – 4:10
16. Plague Rages – 3:50
17. Social Sterility – 1:12
18. From Enslavement to Obliteration – 1:35
19. Lowpoint – 3:16
20. Contemptuous – 4:22
21. Diatribes – 3:50
22. The Chains that Bind Us – 4:06
23. Armageddon X 7 – 3:14
24. Breed to Breathe – 3:15
25. The World Keeps Turning – 3:17
26. The Infiltraitor – 4:30
27. Nazi Punks Fuck Off – 1:27

### Disco 2
1. Rise Above – 2:41
2. Missing Link – 2:14
3. Mentally Murdered – 2:09
4. Walls of Confinement – 2:55
5. Cause and Effect – 1:23
6. No Mental Effort – 4:08
7. Pride Assassin – 2:05
8. Avalanche Master Song (featuring Godflesh, live at ICA, London, 29 June 1990) – 5:00
9. One and the Same – 1:47
10. Sick and Tired – 1:24
11. Malignant Trait – 2:17
12. Killing with Kindness – 2:01
13. Means to an End – 2:56
14. Insanity Excursion – 2:15
15. Truth Drug – 3:50
16. Living in Denial – 2:58
17. Food Chains – 3:14
18. Upward and Uninterested – 2:24
19. I Abstain – 3:33
20. Politics of Common Sense – 2:59
21. Internal Animosity – 5:19
22. Scum – 2:21
23. Life – 0:37
24. Retreat to Nowhere – 0:27
25. Remain Nameless (Pete Coleman original mixdown) – 3:32
26. Twist the Knife (Slowly) (Pete Coleman original mixdown) – 2:51
27. Deceiver (with Swanky's Intro, live in Wakken, Belgium, 11 July 1987) – 0:47
28. The Traitor (live at The Mermaid, Birmingham, UK, 1 November 1986) – 3:23
29. Abattoir (live at The Mermaid, Birmingham, UK, 30 March 1986) – 3:12

## Formazione
- Mark "Barney" Greenway – voce
- Mitch Harris – chitarra
- Jesse Pintado – chitarra
- Shane Embury – basso
- Danny Herrera – batteria
- Nicholas Bullen – voce, basso
- Mick Harris – batteria
- Justin Broadrick – chitarra
- Bill Steer – chitarra (disco 2, tracce 22–24)
- Lee Dorrian – voce (disco 2, tracce 21–24)
- Jim Whiteley – basso